# Istmo
L'istmo (dal greco antico che significa "collo") è una sottile lingua di terra, bagnata su entrambi i lati da ingenti masse d'acqua appartenenti a oceani, mari o laghi, che congiunge tra loro due territori più vasti di cui uno continentale e l'altro generalmente insulare o anch'esso continentale. Se uno dei due territori congiunti è per vastità tale da essere considerato, in assenza dell'istmo, un'isola, tale ammasso di terra verrà considerato una penisola, non essendo interamente circondato dalle acque. Un istmo è il concetto opposto di uno stretto: l'istmo collega tra loro due vasti territori, mentre lo stretto collega tra loro due masse d'acqua.

## Descrizione

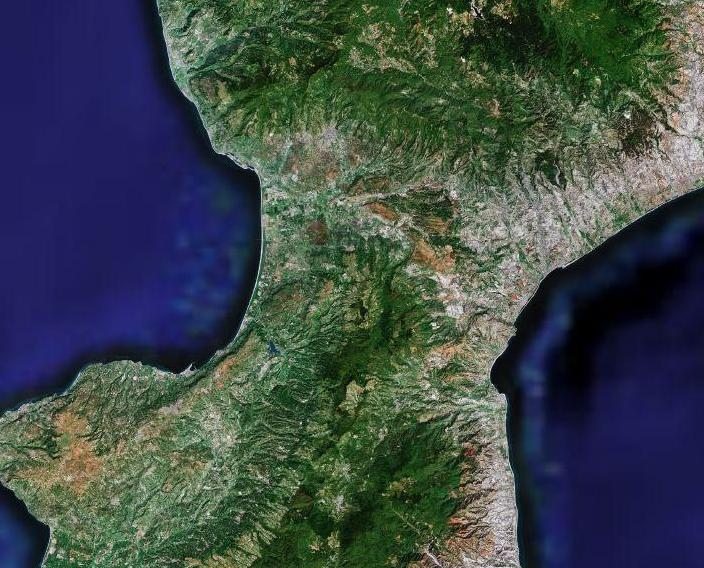
Immagine satellitare dell'istmo di Catanzaro, la parte più stretta d'Italia

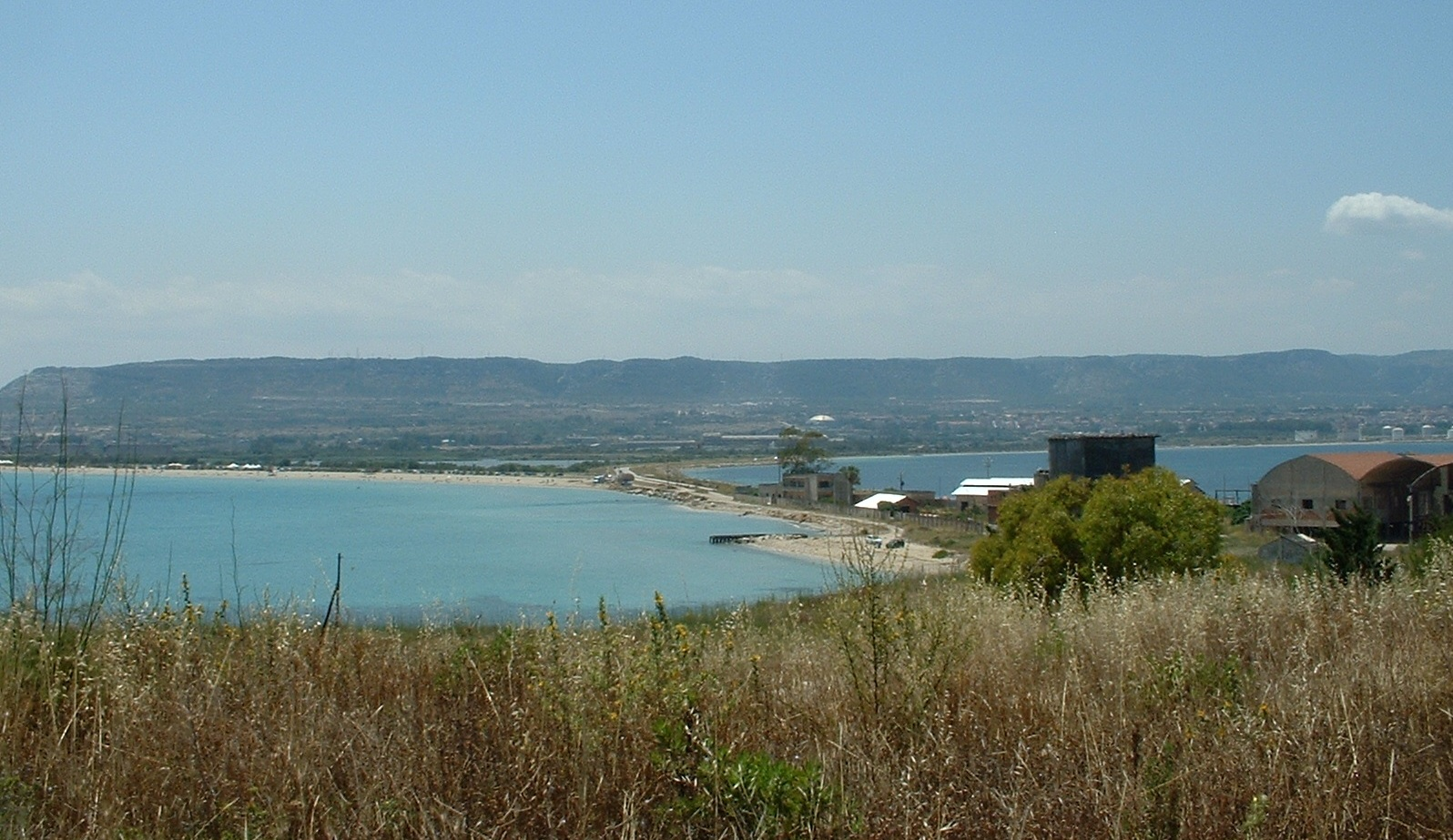
L'istmo che collega la penisola di Magnisi al resto del territorio comunale di Priolo Gargallo, in Sicilia.

Alcuni istmi uniscono due continenti:
- L'istmo di Suez, situato in Egitto, considerato il punto di unione più importante tra Africa, Asia ed Europa, tagliato dal Canale di Suez, un canale artificiale navigabile lungo ben 193 km.
- L'istmo di Panama, che unisce l'America settentrionale e l'America meridionale, tagliato dal canale di Panama, un'opera artificiale lunga 81,1 km.

Altri istmi noti sono:
- l'istmo di Catanzaro, in Italia, punto più stretto della penisola.
- l'istmo di Corinto, in Grecia, una sottile striscia di terra che unisce il Peloponneso alla Grecia continentale, lungo 6,3 km.
- l'istmo di Ragusa, in Croazia
- l'istmo di Kra, che unisce la Malesia con l'Asia
- l'istmo di Avalon, in Canada
- l'istmo di Gaeta, in Italia
- l'istmo di Perekop, in Ucraina
- l'istmo di Melide, in Svizzera

Gli istmi sono posti in cui molto spesso vengono costruiti canali per mettere in comunicazione le due distese d'acqua. I più famosi sono il canale di Panama ed il canale di Suez. Il primo mette in comunicazione l'Oceano Atlantico con l'Oceano Pacifico evitando la circumnavigazione dell'America per passare da un oceano all'altro; il secondo mette in comunicazione il Mar Mediterraneo con il Mar Rosso prima e con l'Oceano Indiano poi, mettendo in comunicazione navale l'Europa e l'Asia ed evitando così la circumnavigazione dell'Africa.
Ci sono posti in cui, a causa delle maree, l'istmo è temporaneo e la penisola diventa per alcuni momenti di alcuni giorni un'isola completamente circondata dalle acque. Forse il più famoso esempio è Mont Saint Michel, in Normandia (Francia), che in alcuni periodi, dipendenti dalle fasi lunari, si trasforma da una penisola a un'isola.